# Агиар-да-Бейра
Агиар-да-Бейра (порт. Aguiar da Beira; [ɐgi'aɾ dɐ 'bɐiɾɐ ]) — посёлок городского типа в Португалии, центр одноимённого муниципалитета в составе округа Гуарда. Находится в составе крупной городской агломерации Большое Визеу. По старому административному делению входил в провинцию Бейра-Алта. Входит в экономико-статистический субрегион Дан-Лафойнш, который входит в Центральный регион. Численность населения — 1,5 тыс. жителей (посёлок), 6,3 тыс. жителей (муниципалитет) на 2006 год. Занимает площадь 203,68 км².
Праздник поселка — 10 февраля.

## Расположение
Посёлок расположен в 38 км на северо-запад от адм. центра округа города Гуарда.
Муниципалитет граничит:
- на севере — муниципалитет Сернанселье
- на востоке — муниципалитет Транкозу
- на юго-востоке — муниципалитет Форнуш-де-Алгодреш
- на юго-западе — муниципалитет Пеналва-ду-Каштелу
- на западе — муниципалитет Сатан

## История
Посёлок основан в 1120 году.

## Транспорт
| Численность населения муниципалитета по годам | Численность населения муниципалитета по годам | Численность населения муниципалитета по годам | Численность населения муниципалитета по годам | Численность населения муниципалитета по годам | Численность населения муниципалитета по годам | Численность населения муниципалитета по годам | Численность населения муниципалитета по годам | Численность населения муниципалитета по годам |
| --------------------------------------------- | --------------------------------------------- | --------------------------------------------- | --------------------------------------------- | --------------------------------------------- | --------------------------------------------- | --------------------------------------------- | --------------------------------------------- | --------------------------------------------- |
| 1801                                          | 1849                                          | 1900                                          | 1930                                          | 1960                                          | 1981                                          | 1991                                          | 2001                                          | 2004                                          |
| 3292                                          | 6759                                          | 8466                                          | 8545                                          | 10 215                                        | 7285                                          | 6725                                          | 6247                                          | 6270                                          |

## Состав муниципалитета
В муниципалитет входят следующие районы:
1. Агиар-да-Бейра
2. Карапиту
3. Кортисада
4. Коруше
5. Дорнелаш
6. Эйраду
7. Форниньюш
8. Градиш
9. Пена-Верде
10. Пиньейру
11. Секейруш
12. Соту-де-Агиар-да-Бейра
13. Валверде